# Gare de Côme San Giovanni
La gare de Côme San Giovanni (en italien : Como San Giovanni) est une gare ferroviaire située sur le territoire de la commune de Côme dans la région italienne de Lombardie.

## Situation ferroviaire
Établie à 201 mètres d'altitude, la gare de Côme San Giovanni est située au point kilométrique 46,619 de la ligne de Milan à Chiasso, entre les gares d'Albate-Camerlata (en direction de Milan) et de Chiasso (en direction de la Suisse).
La gare est dotée de trois voies de transit bordées par deux quais, pouvant ainsi accueillir le trafic voyageurs. Elle est également équipée d'une voie au nord et de deux voies qui relient la gare à son faisceau de prise en charge des trains de marchandises et au siège de l'agence des douanes. Trois voies aboutissent en impasse au sud de la gare, dont une en impasse pour l'exploitation de trains en provenance de Milan ou Lecco.

## Histoire

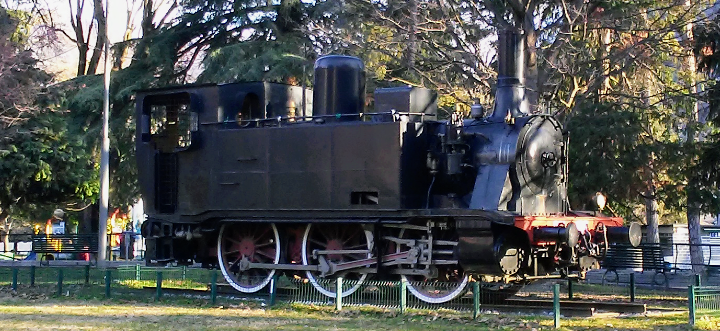
La locomotive qui était utilisée sur l'ancienne ligne qui reliait le chantier de fret de Como Lago à Como San Giovanni.

Comme le rappelle un bas-relief situé à l'intérieur du bâtiment voyageurs, la mention « San Giovanni » nous rappelle que la gare a été construite à l'endroit où a existé de 1220 à 1815 l'ancien monastère de San Giovanni en Pedemonte, . Lors des travaux de fouilles ayant précédé la construction de la gare, les archéologues ont découvert des indices liés à l'activité du monastère.
La gare a été inaugurée le 27 juillet 1875 en même temps que tronçon Albate-Camerlata - Côme de la ligne de Milan à Chiasso. Elle est restée la gare tête de ligne jusqu'à la construction du tronçon la reliant à Chiasso.
Depuis que la Suisse a rejoint l'espace Schengen en 2008, des postes fixes de police aux frontières ont été fermés.

## Service des voyageurs

### Accueil

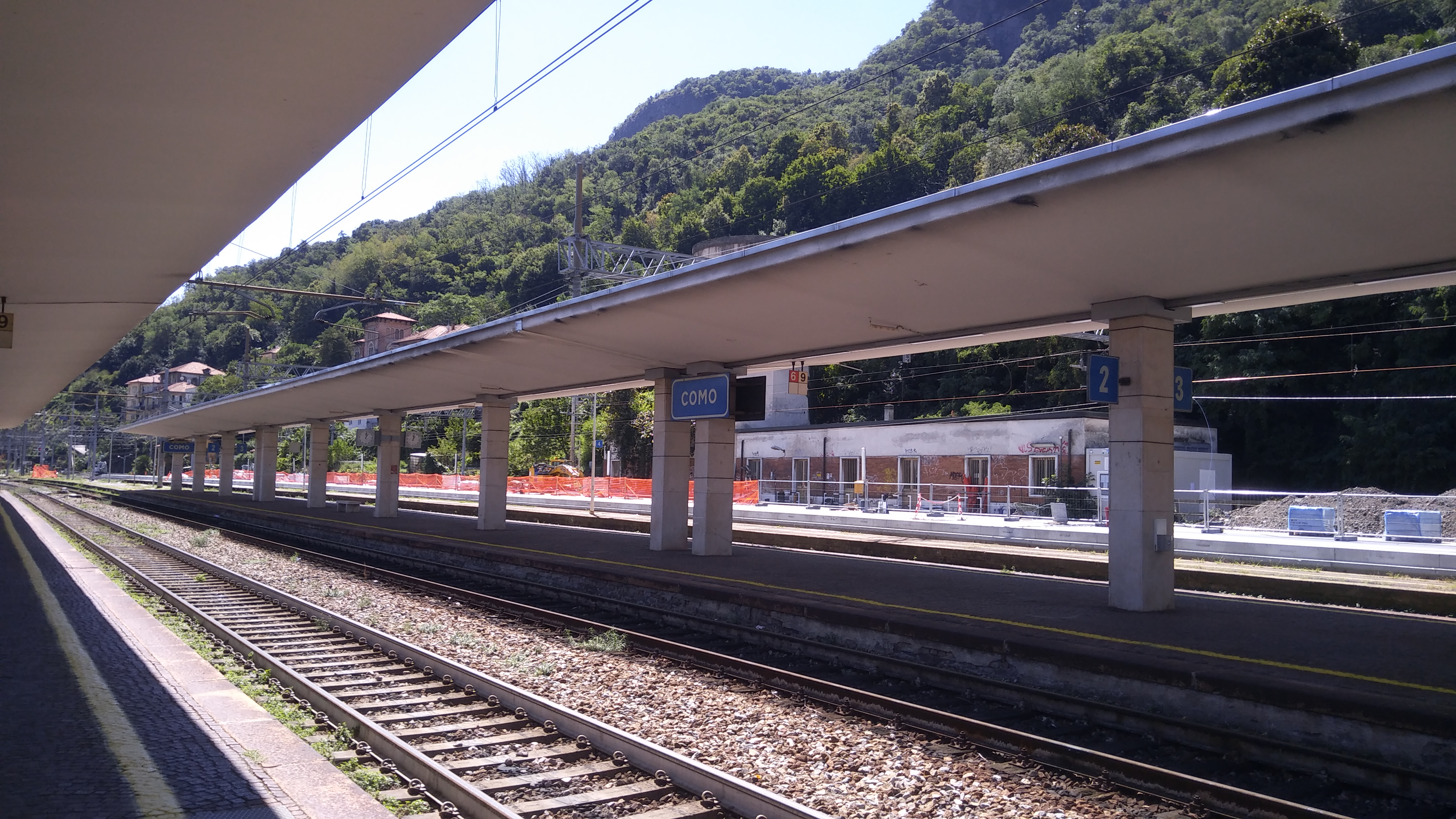
La gare de triage.

À l'origine, le bâtiment des voyageurs était différent de l'actuel. Il a été reconstruit sur un projet de l'ingénieur Paolo Perilli à la suite de sa destruction lors de la Seconde Guerre mondiale. Il a été inauguré en 1949.
Il s'agit d'une structure en brique sur deux niveaux dont seul le rez-de-chaussée est accessible aux voyageurs. Le bâtiment principal mesure 132 mètres de long, 10 mètres de haut et 17 mètres de large, avec un atrium principal de 600 mètres carrés.
Les voies pouvant accueillir des trains de voyageurs sont bordées par des quais couverts par des abris en béton et reliés entre eux par un passage souterrain ainsi que des ascenseurs.
En 2008, des travaux de modernisation ont été terminés, ayant conduit à l'installation de chemins tactiles accessibles aux malvoyants et à la rénovation des toilettes.
Il y a environ 1 500 000 passagers qui fréquentent la gare chaque année.

### Desserte

#### Trains grandes lignes
La gare de Côme San Giovanni est un nœud historique du réseau de transport lombard, en tant que gare frontière. À ce titre, elle est desservie par de nombreux trains grandes lignes reliant la Lombardie à la Suisse, à commencer par l'ensemble des trains EuroCity circulant entre Bâle, Zurich et Milan via l'axe du Saint-Gothard et du Ceneri toutes les heures ou toutes les deux heures suivant le moment de la journée. Deux trains sont amorcés au départ de Francfort tandis que trois paires de trains amorcées à Zurich sont prolongées vers Venise-Santa-Lucia, Bologne-Centrale et Gênes-Piazza-Principe.l y a environ 5 millions et 500 000 passagers qui fréquentent la gare chaque année  .
- Bâle CFF – Olten – Lucerne – Arth-Goldau – Bellinzone  – Lugano – Chiasso – Côme San Giovanni – Monza – Milan-Centrale
- Gare centrale de Francfort-sur-le-Main – Bâle CFF (– Arth-Goldau – Bellinzone  – Lugano / – Berne – Brigue) – Milan-Centrale
- Zurich – Arth-Goldau – Bellinzone – Lugano – Chiasso – (Milan-Centrale – Venise-Santa-Lucia/Gênes-Piazza-Principe)/(Milan-Rogoredo – Bologne-Centrale)

#### RER Tessin
La gare de Côme San Giovanni fait également partie du réseau express régional tessinois, assurant des liaisons rapides à fréquence élevée dans l'ensemble du canton du Tessin. Elle est, à ce titre, desservie par la ligne RegioExpress RE80 reliant chaque heure Locarno à Milan-Centrale via le tunnel de base du Ceneri.
En complément, la gare est desservie chaque heure par les lignes S10 à destination de Côme et S40 reliant Côme à Varèse en rebroussant à Mendrisio (uniquement en semaine),.
- RE80 Locarno - Tenero - Cadenazzo - Lugano - Lugano Paradiso - Mendrisio - Chiasso - Côme San Giovanni - Seregno - Monza - Milan-Centrale
- S10 (Airolo -) Biasca - Bellinzone - Giubiasco - Lugano - Mendrisio - Balerna - Chiasso - Côme San Giovanni (en coupe/accroche chaque heure avec la ligne S50 en gare de Mendrisio)
- S40 Varèse - Induno Olona - Arcisate - Stabio - Mendrisio - Balerna - Chiasso - Côme San Giovanni

#### Service ferroviaire suburbain de Milan
La gare de Côme San Giovanni est desservie chaque heure par la ligne S11 du service ferroviaire suburbain de Milan à destination de Milan-Porta Garibaldi.
- S11 Chiasso - Côme San Giovanni - Cucciago - Carimate - Camnago-Lentate - Seregno - Monza - Milan-Porta Garibaldi

Elle est également desservie par des trains Regionale exploités par Trenord reliant Côme à Molteno, parfois prolongés jusqu'à Lecco.

### Intermodalité
Sur la place devant le bâtiment des passagers, il y a un arrêt pour les lignes d'autobus d'ASF. Cet arrêt est desservi par les lignes urbaines 4, 5 et 8 ainsi que par les lignes interurbaines C30 à destination de Bellagio, C31 pour Palanzo, C32 vers Pian del Tivano et C70 pour Appiano Gentile.
De 1906 à 1952 se trouvait un terminus du réseau de tramway de Côme (aujourd'hui désaffecté).